# Hufeisensiedlung

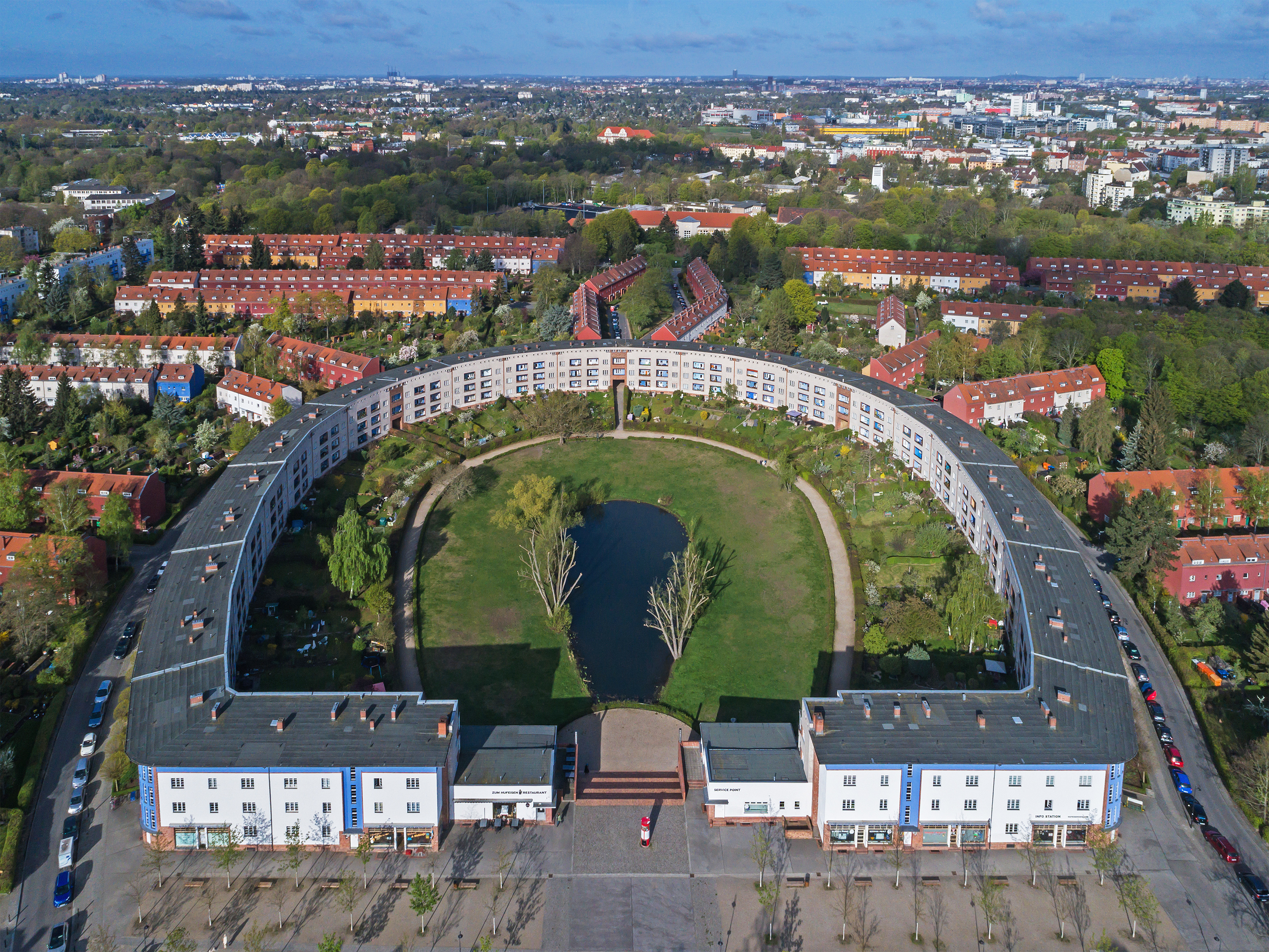
Veduta aerea

La Hufeisensiedlung («insediamento a ferro di cavallo»), ufficialmente Großsiedlung Britz, è un grande complesso residenziale di Berlino, compreso nel quartiere (Ortsteil) di Britz.

## Storia
All'inizio del Novecento Berlino era interessata da un vertiginoso aumento demografico: dal 1850 sino alla fine degli anni 1920, periodo nel quale si data l'edificazione della Hufeisensiedlung, la popolazione berlinese era giunta persino a una quadruplicazione per via della massiccia industrializzazione che, coinvolgendo l'intero continente europeo, aveva allettato molti contadini a confluire nelle metropoli, nella prospettiva di lavorare presso le moderne fabbriche e di avere un salario migliore. Per far fronte a queste profonde trasformazioni demografiche, del tutto incompatibili con la situazione edilizia berlinese della seconda metà dell'Ottocento, venne prevista la costruzione di diversi agglomerati abitativi denominati Mietkasernen. Questi immobili d'affitto, tuttavia, non assicuravano un benessere abitativo ottimale ai fruitori, bensì rispondevano alla sola esigenza di dover massimizzare il proprio rendimento economico secondo le convulse logiche della speculazione edilizia: ecco, allora, che la proliferazione incontrollata delle Mietkasernen esasperò situazioni di grande malessere sociale e igienico.
A questa situazione edilizia così decrepita si oppose negli anni 1920 l'architetto Bruno Taut, desideroso di svincolarsi dall'edilizia così come veniva tradizionalmente concepita dalla borghesia e di erogare al popolo un servizio abitativo economico e improntato a un orientamento eliotermico ottimale e a planimetrie moderne e razionali, in grado di far fronte in maniera positiva alle esigenze delle masse. L'ambizione squisitamente socialdemocratica di Taut di fornire una casa per tutti (e, quindi, anche ai ceti economicamente deboli) si concretizzò nella pianificazione di numerosi complessi residenziali, le cosiddette Siedlungen, immersi nel verde. Fra le varie Siedlungen tautiane va indubbiamente citata la Großsiedlung Britz, iniziata da Taut nel 1925 con la collaborazione di Martin Wagner. Malgrado alcune difficoltà iniziali, dovute forse all'eccessiva carica innovativa dell'opera - basti pensare alle pressanti sollecitazioni del Municipio di prevedere una più tradizionale copertura a falde, ovviamente disattese da Taut che giudicava simili richieste incompatibili con la sua poetica - la Großsiedlung suscitò numerosissimi consensi, soprattutto nelle masse operaie: come osservato dallo storico dell'architettura Kurt Junghanns, d'altronde, «il popolo sentì che con la grande Siedlung [di Britz] nasceva qualcosa di nuovo e altamente significativo».
Ecco, allora, che nel cantiere della Großsiedlung, movimentato da gru, draghe a cucchiai, scavatrici, nastri trasportatori nella prospettiva di una completa meccanizzazione dell'intero sistema di edificazione, si riversavano centinaia di curiosi, estasiati di come un quartiere agricolo degradato si stesse trasformando in un moderno complesso residenziale in grado di coniugare efficientemente funzionalismo ed estetica: sempre lo Junghanns ricorda che «innumerevoli personalità allora giovani - specie appartenenti al movimento operaio - ricordano la profonda impressione ricevuta dalla nuova Siedlung e la gioia e la fiducia che infuse in loro». L'edificio, commissionato dalla GEHAG e terminato nel 1929 con l'apporto delle ditte esecutrici Deutsche Bauhütte e Verband soziale Baubetriebe, è oggi considerato uno dei capolavori dell'architettura moderna, come attestato d'altronde dal suo ingresso nella lista delle aree tutelate dall'UNESCO («patrimonio mondiale»).
(Kurt Junghanns)

## Descrizione

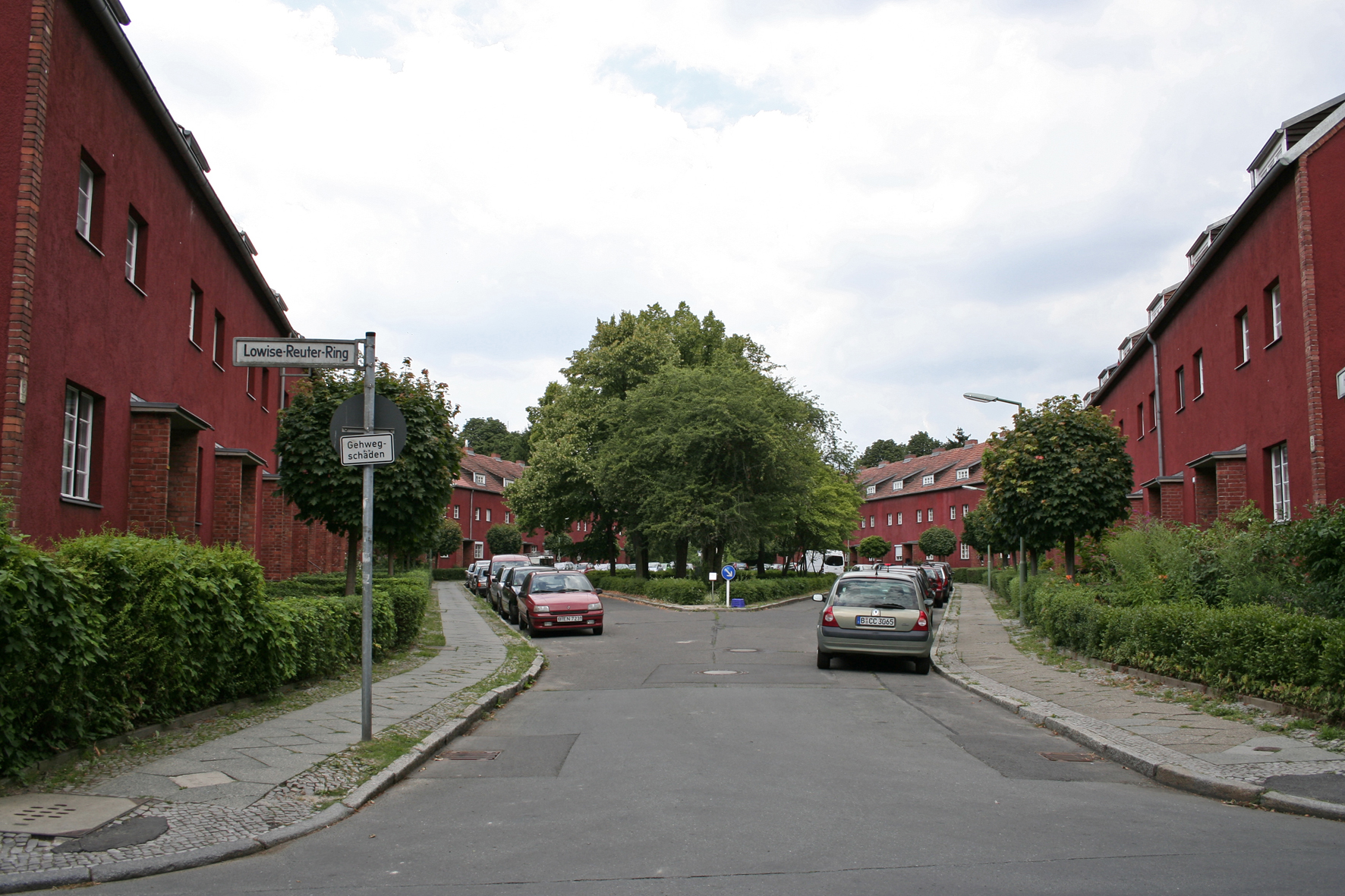
Scorcio della Großsiedlung. Si noti la fresca irregolarità del tessuto viario, vivacizzato da lievi ma percepibili sfasamenti

L'insediamento, eretto su un'area paludosa, priva di preesistenze, presenta una planimetria che non è stata decisa a priori dalla singola mente progettuale ma che, al contrario, si adatta dolcemente alla morfologia dell'area di intervento, la quale al centro si deprime in un leggero avvallamento. Taut asseconda pienamente questa peculiarità del territorio e struttura intorno a questa conca, messa a verde e impreziosita da un piccolo bacino idrico, il complesso residenziale centrale della Siedlung: trattasi di un edificio di tre piani d'altezza dalla peculiare forma a «ferro di cavallo» (Hufeisen). La cortina semicircolare delle facciate, lunga trecentocinquanta metri, è connotata da forti valori plastici e con il simbolo intenso del ferro di cavallo intende sottolineare le qualità comunitarie e solidali della nuova edilizia collettiva.

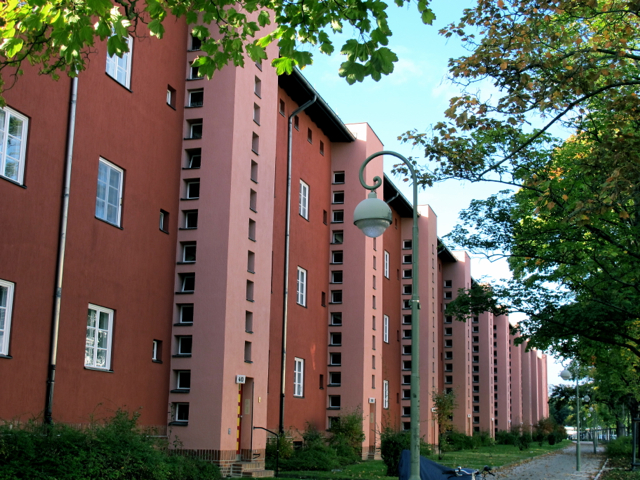
Il Fronte Rosso

Di grande interesse è anche la parte orientale della Großsiedlung, la quale denuncia la modernità dei parametri costruttivi tautiani ponendosi in muto dialogo con il contesto edilizio antistante. Su quel fronte, infatti, si estendeva un piccolo quartiere che coagulava tutte le caratteristiche più vistose dell'architettura e urbanistica tedesca: abbaini verticali, cuspidi storicizzanti, agili bow windows, strade sinuose, persiane abbondanti e porte di ingresso dalle vetrate di ascendenza barocca. A questo «mondo fittizio, antiquato e destinato a scomparire» (Junghanns), tradizionale espressione edilizia dei valori piccolo-borghesi, Taut oppone un'architettura più moderna e vicina al popolo, ponendo lungo la Fritz-Reuter-Allee trentadue unità abitative uguali a tre piani, dall'aspetto volutamente sobrio, spogliate come sono da indulgenze sentimentali ma vivacizzate da una decisa tinteggiatura rossa e da un'articolazione spaziale molto fluida, ritmicamente scandita dalla spiccata sporgenza delle trombe delle scale che, in questo mondo, imprimono un'energica forza all'intero fronte edilizio. Quest'ultimo, soprannominato rote Front [fronte rosso] prima e chinesische Mauer [Muraglia cinese] poi, si presentava in modo assai compatto ma tutt'altro che monotono: speciale menzione, sempre in merito alla «muraglia», meritano le piccole finestre a boccaporto aperte sui vani scala e l'incorniciatura a grata presente sugli ingressi delle singole unità abitative.
A ovest, alle spalle dello Hufeisen, la Siedlung si adatta alla pendenza del suolo conformandosi intorno a una piazzetta romboidale con case unifamiliari del tipo a schiera. Nei lotti interni, invece, Taut rielabora le esperienze urbanistiche di Unwin e Howard e, recuperando le prescrizioni delle garden cities, dispone lunghe schiere edilizie a due piani, munite di coperture a falde inclinate, piccolo giardino privato, balconcino e aggregate secondo asimmetrie e sfasamenti fluttuanti, in modo tale da evitare la tediosa monotonia di tutti quegli agglomerati edilizi sì egualitari, ma comunque eccessivamente assiomatici, schematici, simmetrici. Questo pulsante «gioco di simmetria ed asimmetria», tipico della poetica tautiana, imprime un senso di fresco movimento all'intera Siedlung, che pare essere quasi composta da «esseri che respirano». Di seguito si riporta una citazione dello stesso Taut:
(Bruno Taut)

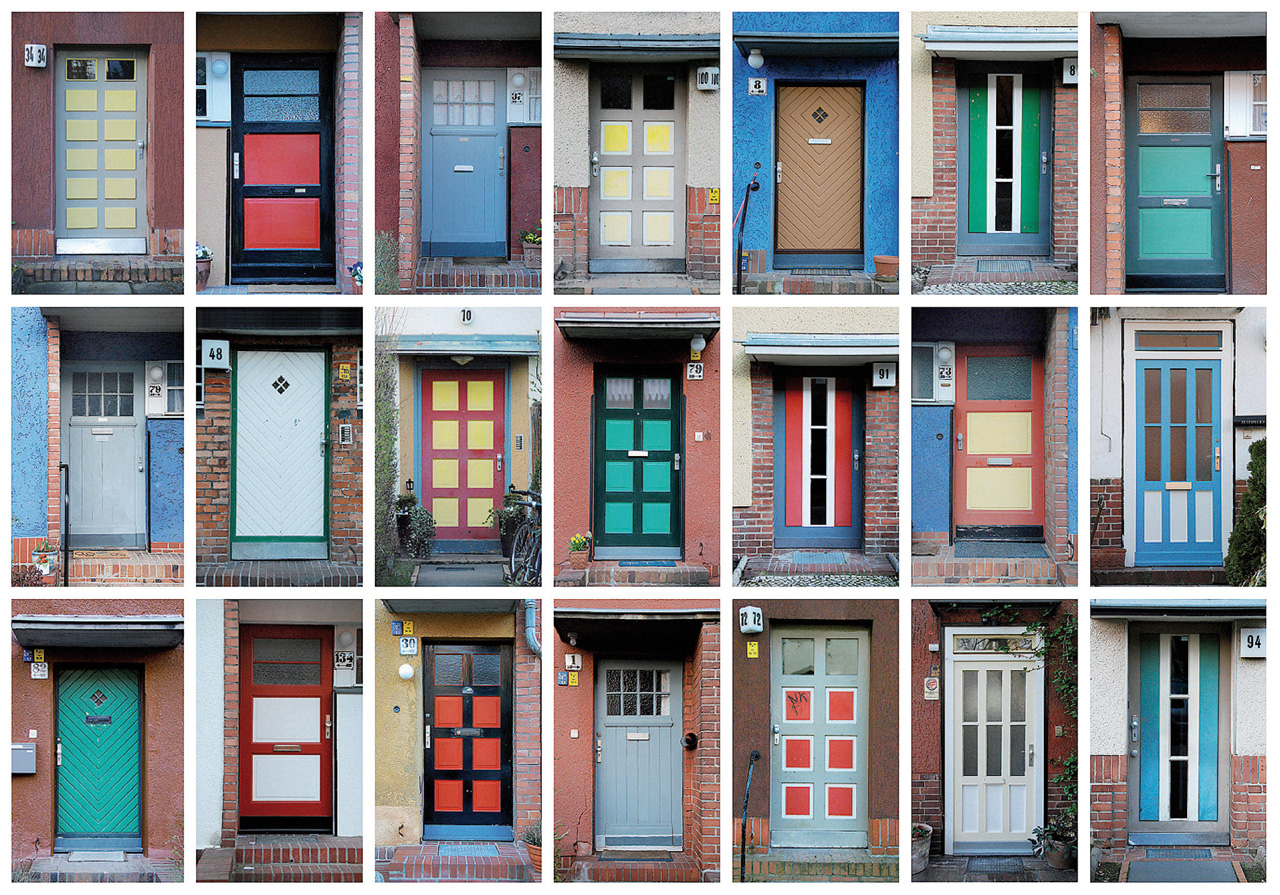
La vivace policromia degli ingressi delle unità abitative di Britz

Altre importanti peculiarità della Großsiedlung Britz sono la compenetrazione tra il verde e l'edificato, fusi «in una visione aperta, in cui la vegetazione dei giardinetti posti davanti agli appartamenti rappresenta un anello di congiunzione accuratamente inserito tra il terreno e l'improvviso elevarsi degli edifici», e la spiccata sensibilità coloristica di ciascuna unità abitativa, tinta di una determinata cromia e - per questo - perfettamente in grado di denunciare la propria individualità. Ciò lo si nota soprattutto nel fabbricato a forma di ferro di cavallo, dove il levigato e candido intonaco bianco dei piani delle case si alterna con il blu del basamento e il rosso degli accessi, dello zoccolo e degli angoli: ma anche l'esterno degli altri edifici asseconda questo gioco cromatico spaziale attraverso l'uso di facciate tinte di un colore specifico e per questo discrete, colorate ed energiche.

### Fonti
- Kurt Junghanns, Bruno Taut, Franco Angeli Editore, 1978.
- Winfried Nerdinger, Manfred Speidel, Bruno Taut, Milano, Electa, 2001.

### Testi di approfondimento
- (DE)  AA.VV., Berliner Wohnquartiere. Ein Führer durch 70 Siedlungen, Reimer Verlag, Berlino 2003, pp. 130-133.
- (DE)  Akademie der Künste (a cura di), Ausstellungskatalog Bruno Taut 1880–1938, Berlino 1980.
- (DE)  Archithese, fascicolo 31-32, 1979, p. 23.
- (DE)  Archithese, fascicolo 1, 1982, pp. 61-62.
- (DE)  Bauwelt, fascicolo 15, 1974, p. 544.
- (DE)  Huse, N. (a cura di), Siedlungen der zwanziger Jahre – heute. Ausstellungskatalog, Berlino 1984.
- (DE)  Jaeggi, A., Die Planungs- und Baugeschichte der vier Siedlungen, in Huse, N. (a cura di), Siedlungen der zwanziger Jahre – heute. Ausstellungskatalog, Berlino 1984.
- (DE)  Kloß, K.-P., Siedlungen der 20er Jahre, in V. Spiess (a cura di), Berliner Sehenswürdigkeiten 4, Berlino 1982.
- (DE)  Machule, D., Die Wohngebeiete 1919–1945, in Berlin und seine Bauten. Teil IV A, Berlino 1970, pp. 139 e segg.
- (DE)  Rave, R.; Knöfel, H.-J., Bauen seit 1900 in Berlin, Berlino 1968, scheda n° 79.3.
- (DE)  Stadtbauwelt, fascicolo 7, 1965, p. 555.
- (DE)  Werk, fascicolo 3, 1966, pp. 91-97.
- (DE)  Werk, fascicolo 10, 1971, pp. 706-707.